# Melanclens
Els melanclens (en grec antic: Μελαγχλαῖνοι, llatí: Melanchlaeni) eren tres tribus diferenciades, que els autors antics situen en llocs diversos.
Hecateu en fa la primera menció, i diu que eren una tribu nòmada. Heròdot en parla també, i explica que ocupaven una regió a l'est dels andròfags i al nord dels escites, a vint dies de viatge venint de la llacuna Meòtida. A les regions del nord d'on estaven instal·lats, hi havia llacs i terres desconegudes per l'home. S'ha pensat que Heròdot es podria referir als llacs Làdoga i Onega, que hauria conegut a través de relats d'estrangers. No es pot situar amb aquestes informacions on estava assentada aquesta tribu. Heròdot diu expressament que no pertanyien a les tribus escites, encara que tenien uns costums semblants.
Escílax de Carianda menciona un poble amb aquest nom, i diu que era una de les tribus del Pont. Pomponi Mela i Plini el Vell coincideixen amb Escílax, que parla de dos rius que fluïen pel seu territori, el Metasoris  (Μετάσωρις), que era probablement el mateix que el Tessiris  (Θέσσυρις), i l'Egipios (Αἰγίπιος). Dionís Periegetes els situa al riu Borístenes i Claudi Ptolemeu entre el riu Ra (Volga) i les muntanyes Hippici, a la Sarmàcia asiàtica.
Ammià Marcel·lí parla també d'un poble del mateix nom, que identifica amb els alans.